# Peter Phillips

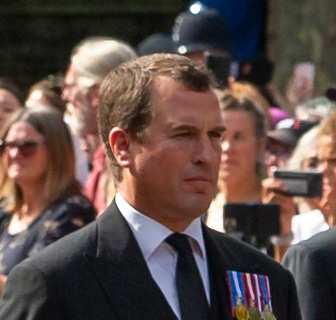
Peter Phillips (2022)

Peter Mark Andrew Phillips (* 15. November 1977 in London-Paddington) ist der erste Sohn von Prinzessin Anne und Mark Phillips. Er ist das älteste Enkelkind von Königin Elisabeth II. und Neffe des britischen Königs Charles III.

## Leben
Peter Phillips hat eine Schwester, Zara Phillips (* 1981), und zwei Halbschwestern aus zwei späteren Beziehungen seines Vaters, Felicity Tonkin (* 1985) und Stephanie Phillips (* 1997). Er wurde am 22. Dezember 1977 im Buckingham Palace durch den Erzbischof von Canterbury getauft. Seine Paten waren Prinz Charles, Geoffrey Tiarks, Captain Hamish Lochare, Lady Cecil Cameron of Lochiel und Jane Holderness-Roddam.
Phillips besuchte zunächst die Port Regis Prep School in Shaftesbury (Dorset) und später die Privatschule Gordonstoun in Schottland. Anschließend studierte er Sportwissenschaften an der University of Exeter, wo er 2000 seinen Abschluss machte. Nach seinem Abschluss arbeitete er zunächst als Eventmanager für Jaguar und als Manager für Williams F1, ein britisches Formel-1-Rennteam, ab 2005 für die Royal Bank of Scotland. Im August 2008 begann Phillips in Hongkong für eine Niederlassung der Royal Bank of Scotland zu arbeiten. Im März 2012 verließ er die Royal Bank of Scotland, um als Geschäftsführer für SEL UK (Sport- und Eventagentur) tätig zu sein.

### Ehe
Peter Phillips war mit der Kanadierin Autumn Patricia Kelly verheiratet.
Phillips lernte Autumn Kelly 2003 beim Grand Prix in Montreal kennen, wo er beruflich anwesend war und sie als Hostess arbeitete. Das Paar gab seine Verlobung am 28. Juli 2007 bekannt. Sie nahmen schon mehrfach gemeinsam an Veranstaltungen mit der königlichen Familie teil, so auch 2006 und 2010 an einer Kreuzfahrt der königlichen Familie und 2007 an der diamantenen Hochzeit der Königin. Das Paar heiratete am 17. Mai 2008 in der St.-Georgs-Kapelle auf Windsor Castle. Phillips bewohnte mit seiner Frau ein Nebengebäude von Gatcombe Park, dem Landsitz von Prinzessin Anne.
Im Februar 2020 wurde die Trennung des Paares bekanntgegeben. Die Scheidung wurde am 14. Juni 2021 rechtskräftig.

### Nachkommen
Peter und Autumn Phillips haben zwei gemeinsame Töchter, Savannah Anne Kathleen Phillips (* 29. Dezember 2010 in Gloucester, Gloucestershire) und Isla Elizabeth Phillips (* 29. März 2012 in Gloucester, Gloucestershire).
Savannah ist das erste Enkelkind für Prinzessin Anne und das erste Urenkelkind für Königin Elisabeth II. Isla ist das zweitälteste Urenkelkind der Königin und trägt wahrscheinlich zu deren Ehren als zweiten Vornamen den Namen Elizabeth.
Beide Töchter wurden im Gloucestershire Royal Hospital geboren.

## Varia
Phillips gilt als sehr sportlich und war in seiner Schulzeit ein begeisterter Rugbyspieler. Im August 2012 war er Ehrengast beim Finale des Challenge Cup der Rugby-Liga zwischen den Warrington Wolves und den Leeds Rhinos in Wembley.
Im Januar 2020 spielte Phillips in einem Werbespot des chinesischen Unternehmens Bright Food mit. Dort bewarb er als „Mitglied der britischen Königsfamilie“ die Milch des Unternehmens.
Beim Tod seiner Urgroßmutter Elizabeth Bowes-Lyon erbte er circa 1 Mio. Pfund.

## Thronfolge
Peter Phillips trägt keinerlei Adelstitel, da seine Eltern das Angebot der Königin ablehnten, ihren Kindern den Titel „Prinz“ bzw. „Prinzessin“ zu verleihen. Zudem hat sein Vater bewusst auf eine Erhebung in den Adelsstand verzichtet. Er ist das erste Enkelkind eines britischen Monarchen seit Jahrhunderten, das keinen adeligen Titel trägt.
Von seiner Geburt bis 1982 war Phillips auf Platz 5 der britischen Thronfolge. Durch die Geburt seiner sechs Cousinen und Cousins sowie deren Kinder rückte er sukzessiv zurück auf Platz 19. Seine Ehefrau Autumn Kelly war ursprünglich katholisch, konvertierte aber kurz vor der Hochzeit zur anglikanischen Konfession. Wenn sie katholisch geblieben wäre, hätte Peter Phillips bei der Eheschließung durch den Act of Settlement sein Anrecht auf den Thron verloren. Die Tatsache, dass ein Enkel der Königin sein Recht auf die Thronfolge verlieren könnte, wurde von Medien und Politikern zum Anlass genommen, über eine Abschaffung des Act of Settlement zu diskutieren. Diese ist mittlerweile teilweise durch die Umsetzung des Perth Agreement von 2015 erfolgt.

## Wappen

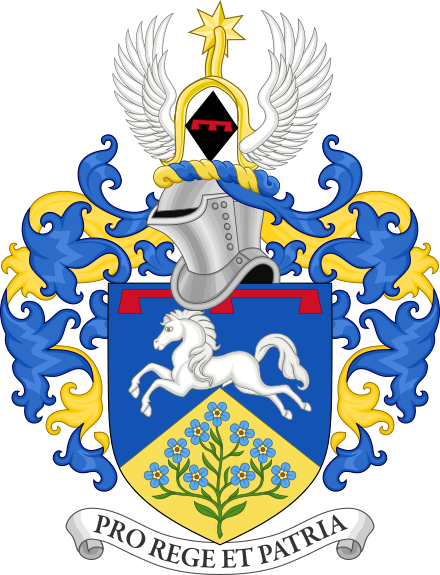
Wappen Peter Phillips

Seine Großmutter Königin Elisabeth II. verlieh das Wappen im Oktober 1973 seinem Großvater Peter William Garside Phillips († 1998), allerdings ohne den Turnierkragen. Solange sein Vater Mark Phillips lebt, führt Peter Phillips den Turnierkragen im Schild.